# Деревня Инунаки
Деревня Инунаки (яп. 犬鳴村 Инунаки-мура, букв. «воющая деревня») — японская городская легенда 1990-х годов о деревне-микрогосударстве, на территории которой не действует Конституция Японии. Согласно легенде, деревня расположена недалеко от горного перевала Инунаки, в префектуре Фукуока.
Реальная деревня Инунаки, не связанная с легендой, существовала с 1691 по 1889 год.

## Легенда
Согласно легенде, Инунаки — это «небольшая и незаметная» деревня в лесу, расположенная в префектуре Фукуока, к востоку от горы Инунаки, рядом с самым верховьем притока Инунаки-Гавы и западной окраиной Вакамии. Жители деревни отказались принять Конституцию Японии. У входа в деревню есть рукописная табличка с надписью «Японская конституция здесь не действует». Чтобы попасть в деревню, нужно свернуть на небольшую боковую дорогу рядом со старым туннелем Инунаки.
Легенда повествует о том, что «где-то в начале 1970-х годов» одна молодая пара направлялась в Хисаяму, когда неожиданно сломался двигатель их автомобиля. Они оставили машину и направились в лес за помощью. В конце концов они попали в деревню, которая казалась заброшенной. К ним подошёл «сумасшедший старик», который приветствовал их в Инунаки, а затем убил серпом.
С деревней связана ещё одна история: телефонная будка возле моста Инунаки, в которую якобы каждую ночь поступает звонок из деревни Инунаки. Человек, ответивший на звонок, будет проклят и перенесён в деревню. Жертва проклятия начнёт терять контроль над своим телом и разумом, и в конечном итоге умрёт.

## Туннель Инунаки

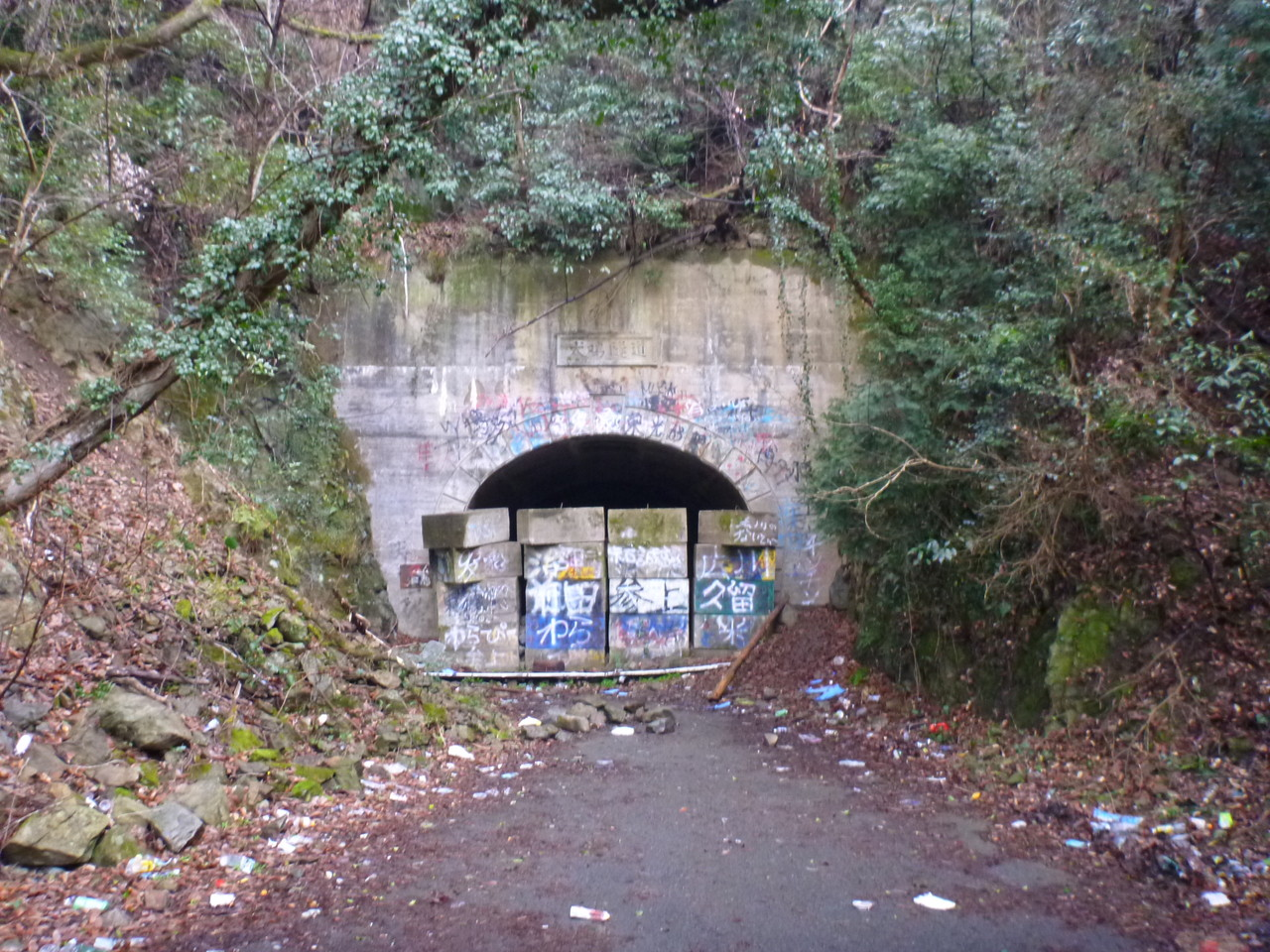
Закрытый вход в старый туннель Инунаки

Что касается туннеля Инунаки, то он существует и по сей день. Был построен в 1949 году и после постройки нового в 1975 году стал заброшенным и опасным местом из-за отсутствия обслуживания. Считается, что там есть призраки, так как с этим туннелем связан ряд убийств.
Один случай произошёл в 1988 году, где несколько несовершеннолетних людей попросили одолжить машину у мимо проезжавшего мужчины, на что он отказал, после чего был избит, а после отвезён в туннель и сожжён.
После нескольких случаев убийств тоннель был закрыт. Однако если один вход в тоннель был замурован полностью, то при замуровывании второго входа был оставлен проем сверху, через который можно попасть в тоннель.
В самом туннеле много мусора и различных надписей на стенах.

## Появления легенды
Описание самой легенды в 1999 году аноним отправил в письме на один из японских телеканалов, где описывал убийство пары в этой местности, а также призывал съёмочную группу посетить это место. После чего история деревни Инунаки стала популярной на просторах интернета, хотя до этого про неё никому не было известно.

## В Поп-культуре
После того как легенда стала набирать популярность и обретать все больших фанатов, был выпущен фильм «Деревня Инунаки» 2019 года. Фильм привел к росту популярности старого тоннеля Инунаки, что привело к увеличению случаев незаконного проникновения и вандализма в тоннеле. Так же была выпущена компьютерная игра «Inunaki tunnel». История также вдохновила на аниме-телесериал 2016 года «Mayoiga» и мангу «The Story of the Mysterious Tunnel».

## Реальная история деревни Инунаки

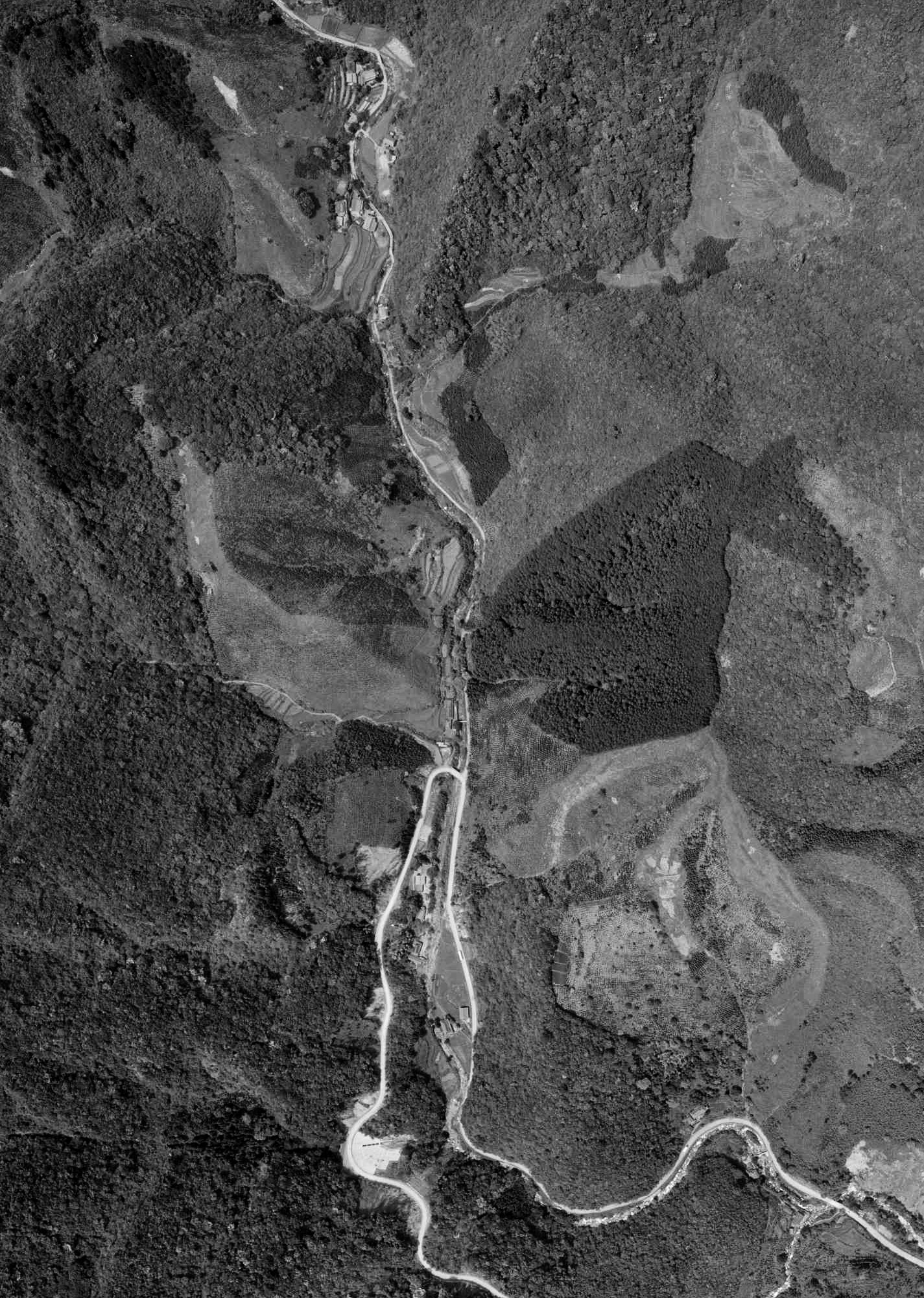
Аэрофотоснимок деревни Инунакидани до строительства плотины Инунаки

Согласно историческим записям, написанным в период Эдо, настоящая деревня Инунаки официально именуемая Деревня Инунакидани, была основана в 1691 году. Источниками дохода деревни были производство керамических изделий и стали.
Позже здесь была основана угольная шахта, а в 1865 году по рекомендации Като Сисё был основан замок под названием Инунаки Гобэккан.
В апреле 1889 года, в связи с введением системы городов и деревень (町村制, Chosonsei) , Инунакидани был интегрирован в соседнюю деревню Ёсикава, которая со временем объединилась с другими районами, в итоге образовав город Миявака.
Территория Инунакидани была затоплена в 1986 году в связи со строительством плотины Инунаки (завершено в 1994 году). Жители деревни были переселены в Вакиту.